# Перевозчикова, Алёна Николаевна
Алёна Николаевна Перевозчикова (1 января 1988, д. Карсашур, Шарканский район, Удмуртская АССР) — российская лыжница и биатлонистка, чемпионка и призёр чемпионата России по биатлону, призёр чемпионата России по лыжным гонкам. Мастер спорта России по биатлону (2010) и лыжным гонкам (2015).

## Биография
В биатлоне представляла СДЮСШОР г. Ижевска (Республика Удмуртия) и спортивное общество «Динамо», тренер — Валерий Спиридонович Журавлёв.
В 2014 году завоевала золотые медали чемпионата России по биатлону в патрульной гонке. Также была серебряным призёром в 2014 году в эстафете, бронзовым призёром в 2011 году в эстафете и в 2012 году в патрульной гонке.
В 2015 году перешла в лыжные гонки. Выступала за команду Ханты-Мансийского АО, тренеры — Н. В. Вахрушев, Д. А. Бугаев. В 2016 году стала бронзовым призёром чемпионата России в эстафете. Победительница и призёр чемпионата Уральского федерального округа 2017 года.
Окончила Институт гражданской защиты Удмуртского государственного университета (Ижевск, 2013).